# Saiva karimbujangi
Saiva karimbujangi är en insektsart som beskrevs av Chew Kea Foo och Thierry Porion 2007. Saiva karimbujangi ingår i släktet Saiva och familjen lyktstritar. Inga underarter finns listade i Catalogue of Life.